# Добовјани
Добовјани (мкд. Добовјани) су насеље у Северној Македонији, у западном делу државе. Добовјани припадају општини Струга.

## Географија
Насеље Добовјани је смештено у југозападном делу Северне Македоније. Од најближег града, Струге, насеље је удаљено 10 km северно.
Добовјани се налазе у историјској области Дримкол, која се обухвата северну обалу Охридског језера, око истока Црног Дрима из језера. Насеље је смештено у северном делу Струшког поља, на месту где Црни Дрим утиче у клисуру. Северно од насеља се издиже планина Караорман, а западно Јабланица. Надморска висина насеља је приближно 690 метара.
Клима у насељу, и поред знатне надморске висине, има жупне одлике, па је пре умерено континентална него планинска. 

## Становништво
Добовјани су према последњем попису из 2002. године имали 475 становника. 
Већину становништва чине Албанци (99%).
Већинска вероисповест је ислам.